# Science and Civilisation in China
A Science and Civilisation in China (magyarul: „Tudomány és civilizáció Kínában”) Joseph Needham brit biológus, sinológus által, 1954-ben indított és összeállított könyvsorozat, amely Kína tudomány- és technikatörténetét dolgozza fel. Az eredetileg 7 kötetesre tervezett sorozat jelenleg 24 kötetből áll.

## Leírás
Joseph Needham egy nemzetközi tudóscsoportot irányítva 1954-ben kezdte el megjelentetni a kínai tudomány- és technikatörténeti sorozatot, amelyet mind a mai napig az ő neve fémjelez. A sorozat köteteinek kiadására a Cambridge University Press vállalkozott.
Joseph Needhamet 1973-ban a sorozatáért a legjelentősebb nemzetközi sinológia elismeréssel, a Stanislas Julien-díjjal jutalmazták.
A sorozat köteteinek kiadása Joseph Neddham 1995-ben bekövetkezett halálával sem szakadt meg. A kutatások, valamint a további kötetek szerkesztése a cambridge-i székhelyű, korábban a brit sinológus, Christopher Cullen, 2014-től pedig Mei Jianjun (梅建军) vezette Needham Research Institute felügyelete alatt zajlanak.
Joseph Needham a sorozat köteteiben a kínai szavak és nevek latin betűs átírására az úgynevezett Wade–Giles átírást használta, azonban a szerkesztő bizottság 2004. áprilisi döntése alapján váltottak a nemzetközileg egyre inkább elterjedt pinyin átírásra. Ezért a sorozat 5. kötetének 11. része 2008-ban már a pinyin átírást használva jelent meg.
A hatalmas sorozat népszerűsítő összefoglalására Robert Temple vállalkozott. A The Genius of China című könyvének megjelenését II. Erzsébet Kínába történő látogatására időzítették.

## Kötetek
| Vol.            | Cím                                                                                               | Közreműködő(k)                                                                                  | Év   |
| --------------- | ------------------------------------------------------------------------------------------------- | ----------------------------------------------------------------------------------------------- | ---- |
| Vol. 1          | Introductory Orientations                                                                         | Wang Ling (tudományos segédmunkatárs)                                                           | 1954 |
| Vol. 2          | History of Scientific Thought                                                                     | Wang Ling (tudományos segédmunkatárs)                                                           | 1956 |
| Vol. 3          | Mathematics and the Sciences of the Heavens and Earth                                             | Wang Ling (tudományos segédmunkatárs)                                                           | 1959 |
| Vol. 4, Part 1  | Physics                                                                                           | Wang Ling (tudományos segédmunkatárs), Kenneth Robinsonnal közreműködve                         | 1962 |
| Vol. 4 Part 2   | Mechanical Engineering                                                                            | Wang Ling (közreműködő munkatárs)                                                               | 1965 |
| Vol. 4, Part 3  | Civil Engineering and Nautics                                                                     | Wang Ling és Lu Gwei-djen (közreműködő munkatársak)                                             | 1971 |
| Vol. 5, Part 1  | Paper and Printing                                                                                | Tsien Tsuen-Hsuin                                                                               | 1985 |
| Vol. 5, Part 2  | Spagyrical Discovery and Invention: Magisteries of Gold and Immortality                           | Lu Gwei-djen (közreműködő munkatárs)                                                            | 1974 |
| Vol. 5, Part 3  | Spagyrical Discovery and Invention: Historical Survey, from Cinnabar Elixirs to Synthetic Insulin | Ho Ping-Yu and Lu Gwei-djen (közreműködő munkatársak)                                           | 1976 |
| Vol. 5, Part 4  | Spagyrical Discovery and Invention: Apparatus and Theory                                          | Lu Gwei-djen (közreműködő munkatárs), Nathan Sivin (társszerző)                                 | 1980 |
| Vol. 5, Part 5  | Spagyrical Discovery and Invention: Physiological Alchemy                                         | Lu Gwei-djen (közreműködő munkatárs)                                                            | 1983 |
| Vol. 5, Part 6  | Military Technology: Missiles and Sieges                                                          | Robin D.S. Yates, Krzysztof Gawlikowski, Edward McEwen, Wang Ling (közreműködő munkatársak)     | 1994 |
| Vol. 5, Part 7  | Military Technology: The Gunpowder Epic                                                           | Ho Ping-Yu, Lu Gwei-djen, Wang Ling (közreműködő munkatársak)                                   | 1987 |
| Vol. 5, Part 8  | összeállítás alatt                                                                                |                                                                                                 |      |
| Vol. 5, Part 9  | Textile Technology: Spinning and Reeling                                                          | Dieter Kuhn                                                                                     | 1988 |
| Vol. 5, Part 10 | összeállítás alatt                                                                                |                                                                                                 |      |
| Vol. 5, Part 11 | Ferrous Metallurgy                                                                                | Donald B. Wagner                                                                                | 2008 |
| Vol. 5, Part 12 | Ceramic Technology                                                                                | Rose Kerr, Nigel Wood, közreműködő munkatársak: Ts'ai Mei-fen és Zhang Fukang                   | 2004 |
| Vol. 5, Part 13 | Mining                                                                                            | Peter Golas                                                                                     | 1999 |
| Vol. 6, Part 1  | Botany                                                                                            | Lu Gwei-djen (közreműködő munkatárs), Huang Hsing-Tsung (társszerző)                            | 1986 |
| Vol. 6, Part 2  | Agriculture                                                                                       | Francesca Bray                                                                                  | 1984 |
| Vol. 6, Part 3  | Agroindustries and Forestry                                                                       | Christian A. Daniels, Nicholas K. Menzies                                                       | 1996 |
| Vol. 6, Part 4  | összeállítás alatt                                                                                |                                                                                                 |      |
| Vol. 6, Part 5  | Fermentations and Food Science                                                                    | Huang Hsing-Tsung                                                                               | 2000 |
| Vol. 6, Part 6  | Medicine                                                                                          | Lu Gwei-djen, Nathan Sivin (szerkesztő)                                                         | 2000 |
| Vol. 7, Part 1  | Language and Logic                                                                                | Christoph Harbsmeier                                                                            | 1998 |
| Vol. 7, Part 2  | General Conclusions and Reflections                                                               | Kenneth Girdwood Robinson (szerkesztő), Ray Huang (közreműködő munkatárs), bevezető: Mark Elvin | 2004 |

## Magyarul
- Joseph Needham: Kína öröksége. Tudomány és civilizáció Kínában; ford., előszó Kászoni Zoltán István; Kriterion, Bukarest, 1984 (Századunk)